# Eric Engstrand
Eric Engstrand, född 18 maj 2000 i Vallda, Kungsbacka kommun, är en svensk professionell ishockeyspelare som spelar för Färjestad BK i SHL. Han draftades i den femte rundan av NHL Entry Draft 2020 som nummer 155.

## Karriärstatistik
| 2017–18    | Frölunda HC      | J20        | 31 | 4  | 7  | 11 | 12 | 4 | 0 | 0 | 0 | 0  |
| 2018–19    | Frölunda HC      | J20        | 42 | 7  | 19 | 26 | 26 | 6 | 4 | 1 | 5 | 27 |
| 2018–19    | Hanhals IF       | Div.1      | 18 | 3  | 2  | 5  | 33 | — | — | — | — | —  |
| 2019–20    | Malmö Redhawks   | J20        | 37 | 23 | 35 | 58 | 36 | — | — | — | — | —  |
| 2019–20    | Malmö Redhawks   | SHL        | 9  | 0  | 0  | 0  | 2  | — | — | — | — | —  |
| 2020–21    | Malmö Redhawks   | SHL        | 45 | 1  | 4  | 5  | 8  | 2 | 0 | 0 | 0 | 0  |
| 2021–22    | Malmö Redhawks   | SHL        | 41 | 7  | 3  | 10 | 2  | — | — | — | — | —  |
| 2021–22    | IF Troja-Ljungby | Allsv      | 14 | 1  | 3  | 4  | 27 | — | — | — | — | —  |
| SHL totalt | SHL totalt       | SHL totalt | 95 | 8  | 7  | 15 | 12 | 2 | 0 | 0 | 0 | 0  |